# Željko Erkić
Željko Erkić (* 25. července 1981 Sarajevo, Socialistická federativní republika Jugoslávie) je srbský filmový herec. Nejlepší herec Republiky srbské v sezóně 2011–2012.

## Filmografie
- 2006 – Izbor
- 2008 – Turneja (TV film)
- 2009 – Djecak i djevojcica
- 2009 – Tamo i ovde (TV film)
- 2010 – Sesto culo (TV seriál)
- 2014 – Uzdah na krovu (TV film)
- 2014 – Top je bio vreo (TV film)
- 2015 – Muhteşem yüzyıl: Kösem (TV seriál)
- 2017 – Meso (TV seriál)
- 2018 – Ubice mog oca (TV seriál)